# Barilius papillatus
Barilius papillatus és una espècie de peix cipriniforme de la família dels ciprínids.